# The Naked Man
The Naked Man —titulada El hombre desnudo en España— es una película cómica estadounidense de 1998, dirigida por J. Todd Anderson y coescrita entre Anderson e Ethan Coen.

## Argumento
El Dr. Edward Blis, Jr. es un quiropráctico durante el día y un luchador profesional por las noches. Su nombre de luchador es "el hombre desnudo" (Naked Man) y utiliza un traje que tiene dibujado un cuerpo desnudo. Después de que sus padres y su esposa son asesinados por Sticks Varona, un lisiado con muletas ametralladoras, e imitador de Elvis Presley, Edward Blis enloquece. Adopta la personalidad de su personaje como luchador y busca venganza. 

## Reparto
- Michael Rapaport como el doctor Edward Blis, Jr.
- Michael Jeter como Sticks Varona.
- John Carroll Lynch como el chófer de Sticks.
- Arija Bareikis como Kim Bliss.
- Rachael Leigh Cook como Delores.
- Joe Grifasi como el detective teniente Albert Karski.